# سگمنت اف
سگمنت اف دسته ششم و بزرگترین طبقه‌بندی اندازه اروپایی برای خودروهای سواری است که متعلق به «خودروهای لوکس» است.

## ویژگی‌ها
اکثر ماشین‌های سگمنت اف از یک سبک بدنه خودرو استفاده می‌کنند. معمولاً این خودروها سدان سایز بزرگ هستند و معمولاً تمرکز سازندگان خودرو بر ردیف عقب صندلی‌های این نوع خودروهاست به طوری که بیشترین امکانات و ویژگی‌های خودروهای سگمنت اف در بخش عقب خودرو قرار دارد.